# Costituzione dell'eSwatini
La Costituzione dell'eSwatini è la carta fondamentale del Paese. La Costituzione del 2005 è la legge fondamentale attualmente in vigore. La prima costituzione del paese fu promulgata il 6 settembre 1968, ma fu in seguito sospesa il 12 aprile 1973 da un decreto sullo stato di emergenza imposto dal re Sobhuza II, padre dell'attuale re Mswati III. Il decreto ha conferito potere assoluto alla monarchia e ha vietato l'opposizione politica organizzata al governo reale.
Una nuova costituzione fu promulgata il 13 ottobre 1978, ma non fu presentata formalmente al popolo.
Nel 2001 il re Mswati III nominò un comitato per redigere una nuova costituzione. La bozza fu pubblicata per commenti nel maggio 2003 e fu fortemente criticata dalle organizzazioni della società civile in eSwatini, così come da Amnesty International e dall'International Bar Association, tra gli altri.
Amnesty International ha elencato le seguenti critiche alla bozza di Costituzione del 2003:
- mancata protezione completa dei diritti alla libertà di coscienza, credo, espressione, opinione, riunione pacifica e associazione;
- l'incapacità di proteggere pienamente il diritto alla vita, ad esempio consentendo alle forze dell'ordine di usare la forza letale in situazioni in cui non vi è alcuna minaccia per la vita della polizia o di altri;
- mancata inclusione dei diritti economici e sociali tra i diritti azionabili dai tribunali;
- solo una protezione parziale dei diritti delle donne, con ad esempio le ragazze e le giovani donne non protette contro il matrimonio forzato;
- scarsa tutela effettiva dell'imparzialità e dell'indipendenza della magistratura, in particolare per quanto riguarda la selezione, la nomina, l'incarico e la revoca dei giudici.

Il 4 novembre 2004 è stata presentata una nuova bozza al parlamento, puramente consultivo. Si dice che la bozza sia sostanzialmente la stessa della versione pubblicata nel 2003.
Le due più grandi organizzazioni politiche dell'eSwatini, il People's United Democratic Movement (PUDEMO) e il Ngwane National Liberatory Congress (NNLC), insieme ai sindacati, hanno contestato la bozza di costituzione del 2004 presso l'Alta Corte dell'Eswatini. Tuttavia, nel marzo 2005 la corte ha confermato il divieto per i partiti politici di opposizione, citando il decreto sullo stato di emergenza del 1973 del re Sobhuza II. "Resta dovere e funzione della corte sostenere e applicare le leggi del paese, e in particolar modo quando vengono decise questioni costituzionali", ha stabilito la corte. I ricorrenti hanno indicato che intendevano perseguire il loro caso presso la Corte d'appello.
I sindacati del paese hanno organizzato ripetuti scioperi per protestare contro la mancanza di diritti politici e del lavoro e contro la bozza di costituzione. Tra questi, uno sciopero generale il 25 e 26 gennaio 2005, anche se, a quanto si dice, non è stato ampiamente ascoltato.
La costituzione fu ufficialmente promulgata da Mswati III il 26 luglio 2005 ed entrò in vigore l'8 febbraio 2006. La nuova costituzione prevede l'assolutismo del re e della regina: il parlamento è un organo puramente consultivo e non esistono più partiti politici. Il re e la regina governano insieme e nominano congiuntamente il primo ministro ed i ministri (che compongono il gabinetto presieduto dal re) e i funzionari di governo. La costituzione inoltre permette la libertà di parola e di riunione sia per i media che per il pubblico, pur mantenendo il sistema tradizionale Tinkhundla.